# Закляття 4: Останній обряд
«Закляття 4: Останній обряд» (англ. The Conjuring: Last Rites) — майбутній американський надприродний фільм жахів режисера Майкла Чавеса. У головних ролях — Патрік Вілсон і Віра Фарміґа, які повертаються до своїх ролей дослідників паранормальних явищ Еда і Лорейн Ворренів. Продовження фільму «Закляття 3: За велінням диявола» (2021) і дев’ята частина у Всесвіті Закляття. Джеймс Ван і Пітер Сафран повертаються до продюсування.

## Синопсис
Дослідники паранормальних явищ Ед і Лоррейн Воррен беруться за останню жахливу справу, пов'язану з таємничими сутностями.

## Акторський склад
| Актор          | Роль           |
| -------------- | -------------- |
| Патрік Вілсон  | Ед Воррен      |
| Віра Фарміґа   | Лоррейн Воррен |
| Бен Гарді      | Тоні Спера     |
| Мія Томлінсон  | Джуді Воррен   |
| Таїсса Фарміґа | сестра Ірен    |
| Шеннон Кук     | Дрю Томас      |

## Виробництво
Перед виходом фільму «Закляття 3: За велінням диявола» у червні 2021 року, режисер Майкл Чавес прокоментував в інтерв’ю Empire можливість майбутніх частин серії: «Сподіваюся, що [фільм «За велінням диявола»] відкриває нову главу для Ворренів. Це дуже унікальна кінцівка для фільмів  “Закляття”. Я був би радий побачити, куди все може піти далі». Актори Патрік Вілсон і Віра Фарміґа також висловили зацікавленість у поверненні. «Боже мій, я б із задоволенням [продовжила], — заявила Фарміга. «Це цікаво, ми повинні посилити страх у кожному з них. Демонологія вже настільки висока і оперна». У жовтні 2022 року Hollywood Reporter повідомив, що четвертий фільм із серії «Закляття» знаходиться в розробці, сценарій до нього пише Девід Леслі Джонсон-МакГолдрік, а Джеймс Ван і Пітер Сафран повертаються в якості продюсерів.
Перед виходом «Монахині II» у вересні 2023 року Чавес заявив, що робота над сценарієм, ймовірно, продовжиться, зазначивши, що проєкт планується розглядати як «фінал» історій франшизи, що відбулися раніше. У лютому 2024 року Чавес вів переговори щодо режисури, а у вересні Бен Гарді та Мія Томлінсон доєдналися до акторського складу. Основні зйомки заплановано проводили в Лондоні та Атланті з 10 вересня по 10 жовтня 2024 року.

## Випуск
Вихід запланований на 5 вересня 2025 року в Сполучених Штатах.